# Partito Comunista Democratico di Taiwan
Il Partito Comunista Democratico di Taiwan (臺灣民主共產黨T, Táiwān Mínzhǔ GòngchǎndǎngP) è stato un partito politico taiwanese, sostenitore del socialismo con caratteristiche cinesi e dell'unione della Cina con Taiwan. Fondato il primo ottobre 2009 dal cugino dell'ex presidente di Taiwan Chen Shui-bian, Chen Tianfu, il partito intratteneva dei rapporti con il Partito Comunista Cinese.

## Storia
Il 31 marzo 2009, Chen Tianfu fondò il Partito Comunista della Repubblica di Cina e ne diventò il segretario generale. Tuttavia, cinque mesi dopo la sua fondazione, Chen annunciò che lui e i suoi sostenitori non potevano accettare l'uso di "Repubblica di Cina" nel nome del partito e che non aveva alcun potere come segretario generale. Il Partito Comunista della Repubblica Cinese espulse Chen il 25 settembre 2009, spingendo Chen a costituire il Partito Comunista Democratico di Taiwan il primo ottobre 2009 come partito rivale. Chen in seguito dichiarò di aver scelto specificamente la data del primo ottobre 2009 perché era il sessantesimo anniversario della proclamazione della Repubblica Popolare Cinese.